# Sessualità in Cina
La sessualità in Cina ha subito cambiamenti rivoluzionari e questa "rivoluzione sessuale" continua ancora oggi. Gli atteggiamenti, i comportamenti, l'ideologia e le relazioni sessuali cinesi sono cambiati drasticamente nell'ultimo decennio di riforma e apertura del paese.  Molti di questi cambiamenti hanno trovato espressione nei dibattiti pubblici attraverso una varietà di comportamenti e idee.  Questi includono, ma non sono limitati ai seguenti cambiamenti culturali: una separazione tra sesso e matrimonio, come il sesso pre e extraconiugale; una separazione del sesso dall'amore e gravidanza come il sesso su Internet e le avventure di una notte; un aumento della diversità sessuale osservabile come l'omosessualità e bisessualità e il feticismo; un aumento delle manifestazioni e dei comportamenti socialmente accettabili del desiderio sessuale femminile; un boom nell'industria del sesso e una discussione più aperta sui temi del sesso, compresi gli studi sul sesso nei college, i rapporti dei media, le pubblicazioni formali, le informazioni online, un'ampia educazione alla salute pubblica e le manifestazioni pubbliche di affetto. 
Come si può notare da questi sviluppi, la Cina non esercita più uno stretto controllo sul comportamento sessuale personale. Il sesso è sempre più considerato qualcosa di personale e ora può essere differenziato da un sistema tradizionale che prevedeva il sesso coniugale legalizzato e controlli legali sul parto. La riduzione dei controlli sul comportamento sessuale ha creato un'atmosfera più libera per l'espressione sessuale. Sempre più persone ora considerano i diritti sessuali come diritti umani fondamentali, in modo che ognuno abbia il diritto e la libertà di perseguire la propria beatitudine sessuale.
Il cambiamento nel campo della sessualità rivela non solo un cambiamento di atteggiamenti e comportamenti sessuali, ma anche una serie di cambiamenti sociali correlati attraverso il processo di trasformazione sociale. Dal punto di vista sociologico, ci sono stati diversi fattori principali che hanno creato l'attuale punto di svolta nel contesto sociale cinese contemporaneo.

## Storia contemporanea
Dall'inizio degli anni '80 il sesso e la sessualità sono diventati temi importanti del dibattito pubblico in Cina, in seguito a tre decenni durante i quali i discorsi sulla sessualità erano soggetti a severi controlli ideologici.

### Riforma del mercato e politica di apertura
La negazione degli ideali della rivoluzione culturale, durante la quale il sesso era usato come strumento politico per controllare le persone, è un fattore influente per fare cambiamenti nella società cinese. Durante la rivoluzione culturale, le preferenze sessuali individuali avrebbero dovuto lasciare il posto a nobili ideali rivoluzionari. Le relazioni extraconiugali erano descritte come uno stile di vita degenerato e il sesso consensuale pre-matrimoniale era immorale. L'omosessualità era illegale e sarebbe stata punita dagli statuti per teppismo. Una persona doveva essere sessualmente ben educata per ottenere una promozione o avanzare nella sua carriera .
Le riforme nel campo della sessualità mostrano una minore quantità di controllo del governo sulla vita privata degli individui. Molte questioni legate al sesso e stili di vita personali non sono più relegati al campo della politica e quindi esenti da severe punizioni legali o condanne morali. Il sesso è tornato nella sfera personale sotto il dominio dell'autogestione. Questi cambiamenti possono essere visti nell'indebolimento dell'interferenza e del controllo del governo nelle aree legate al sesso, nel rafforzamento delle risorse sessuali nel mercato aperto, in una diversità di stili di vita sessuali e in un forte appello per i diritti sessuali come diritti umani.
Ad esempio, il controllo del governo sulle vite personali è gradualmente diminuito dall'approvazione dei nuovi principi di registrazione del matrimonio nell'ottobre 2003, il che ha nuovamente semplificato i processi di matrimonio e divorzio. Le parti impegnate non hanno più bisogno di certificazioni o conferme dal loro luogo di lavoro o dal Comitato di residenza locale per sposarsi o divorziare. L'esaminazione prematrimoniale, che, insieme ad altri informazioni, un tempo conteneva un'indicazione della verginità della donna, non è più obbligatorio. I nuovi principi riflettono un maggiore rispetto per i diritti umani, una protezione della libertà coniugale e un cambiamento nella funzione governativa per quanto riguarda le questioni sessuali.
Allo stesso tempo, hanno svolto un ruolo importante anche alcune importanti politiche sociali. Ad esempio, l'effetto collaterale della politica di pianificazione familiare è quello di promuovere una separazione del comportamento sessuale dagli scopi riproduttivi. Se una coppia può dare alla luce un solo figlio, il comportamento sessuale non è più praticato solo per produrre bambini ma anche per piacere. I cambiamenti nel codice legale tengono in considerazione questo aspetto mentre riconoscono pubblicamente anche il sesso come una ricerca della felicità.

### Sviluppo economico stabile e consumismo
Con le politiche recenti, l'economia sociale ha visto una crescita stabile e sostenibile, soprattutto nelle grandi città. La ricchezza materiale e un aumento della qualità della vita hanno portato ottimismo e consumismo che mandano continuamente messaggi all'individuo che è accettabile cercare la felicità sessuale.
Vari prodotti sessuali sono ora venduti apertamente sul mercato. Si stanno diffondendo informazioni sessuali, direttamente o indirettamente attraverso mezzi pubblici come la pubblicità per strada. Meno persone si voltano quando vedono effusioni tra amanti in pubblico. I distributori automatici di preservativi si possono trovare nei campus. I prodotti per il sesso sicuro sono disponibili nei convenience store in città. Anche le principali stazioni radiofoniche e televisive hanno iniziato a parlare di argomenti legati al sesso. I programmi educativi sul sesso sono diventati popolari. Le videoteche, grandi o piccole, vendono film a sfondo sessuale prodotti da registi nazionali o stranieri. Altre informazioni sessuali possono anche essere trovate rapidamente e facilmente su Internet. Le informazioni mescolate tra di loro, buone o cattive, hanno messo da parte molti dei tabù sessuali tradizionali e ha così cambiato la norma della pratica sessuale.
La ricerca del profitto potrebbe spingere le minoranze sessuali come i gay e le lesbiche a fare appello per i loro diritti non solo per motivi legali, ma anche per attingere alle loro particolari nicchie di mercato. In un'economia e una cultura del consumo stabili e in via di sviluppo, l'enfasi sul piacere individuale e il rispetto per la differenziazione e la diversità sono ormai ben consolidati e forse anche fiorenti in un'atmosfera di fiducia e ottimismo.

### Crescita della classe media
Un fattore molto importante che guida il cambiamento sociale nella Cina contemporanea sono i grandi cambiamenti e la riorganizzazione della stratificazione sociale. Una delle caratteristiche più importanti sono i colletti bianchi: l'ascesa della nuova classe media in Cina. La nuova classe media tende a sottolineare la propria felicità personale e a prestare maggiore attenzione alla propria qualità di vita.
Sulla base delle osservazioni, tutti i cambiamenti visibili nel discorso sessuale, compresi quelli nella cultura gay, possono essere considerati parte della cultura della classe media. La maggior parte dei proprietari e partecipanti di siti web correlati appartengono al gruppo dei colletti bianchi. Il nuovo stile di vita nei campi della sessualità come la famiglia Dink - "doppio stipendio, nessun figlio" - , i gruppi single e le coppie conviventi che violano le norme sessuali tradizionali sono composti principalmente da persone della classe media. Sono anche i gruppi target per la maggior parte dei bar gay, feste di appuntamenti e gruppi sportivi, tra gli altri, nelle città cinesi.
L'ascesa e la crescita di questa classe media ha il potenziale per creare vari discorsi sull'emancipazione sessuale, inclusa l'omosessualità, per rompere il silenzio nella società cinese.

### Globalizzazione
Da quando la Cina ha adottato le politiche di apertura e riforma del mercato, la globalizzazione ha significato che molte persone hanno viaggiato in diversi paesi e da una regione all'altra in Cina. Ciò significa condivisione di informazioni, condivisione di prodotti, flusso di capitali e condivisione di valori, che include sempre più una comprensione di base dei diritti sessuali, dell'uguaglianza di genere e dei diritti umani. I vari progetti del paese sulla sessualità, la salute riproduttiva e la prevenzione dell'AIDS hanno ciascuno sensibilizzato le persone sulla sessualità. In Cina operano anche alcune organizzazioni internazionali o nazionali senza scopo di lucro, mentre allo stesso tempo la comunità accademica internazionale, insieme a studiosi cinesi, sponsorizza workshop e conferenze per la ricerca sulla sessualità.

## Divulgazione dell'istruzione superiore
La divulgazione dell'istruzione superiore è diventata uno dei principali cambiamenti nell'istruzione cinese. Secondo recenti statistiche pubblicizzate dalla Shanghai Education Commission, il tasso di ingresso lordo nell'istruzione superiore a Shanghai è del 55%, piazzandosi al primo posto nel paese. Pechino è seconda, al 53%. Nello stesso anno, il tasso di ingresso lordo della nazione nell'istruzione superiore non ha ancora raggiunto il 19%. Più della metà della popolazione di età compresa tra i 18 e i 22 anni a Shanghai e Pechino può accedere a qualche forma di istruzione superiore.
L'impatto dell'istruzione superiore è stato significativo. La generazione più giovane può adottare un'ideologia sessuale diversa dalla vecchia generazione perché hanno maggiori opportunità di entrare in contatto con le scienze umane e sociali. Sono più orientati alla ricerca dell'uguaglianza, della libertà e dell'autorealizzazione. Allo stesso tempo, la società presta sempre più attenzione agli intellettuali d'élite come professori, ricercatori, avvocati e consulenti politici. Le loro opinioni e idee sono espresse al pubblico nei resoconti dei media e nelle conferenze. La diffusione della conoscenza è stata il modo principale per eliminare la discriminazione e la disuguaglianza sessuale. 

## Discorso femminista in Cina
L'uguaglianza di genere è stata una delle politiche nazionali della Cina. Lo slogan della rivoluzione culturale "le donne possono reggere l'altra metà del cielo" è ben noto. Molte organizzazioni e centri per il genere sono stati istituiti dopo la quarta conferenza delle Nazioni Unite sulle donne tenutasi a Pechino nel 1995. Il governo ha sponsorizzato la conferenza e poi ha firmato i documenti delle Nazioni Unite che promettono l'uguaglianza di genere, e le organizzazioni ufficiali delle donne, le attiviste e le studiose femministe hanno combattuto contro la discriminazione di genere e hanno lavorato per raggiungere l'uguaglianza di genere. La loro lotta ha permeato molti aspetti della vita sociale delle persone.
Il discorso femminista tradizionale in Cina tende a ignorare i problemi di sessualità, considerando questi argomenti non importanti o fonte di problemi inutili. Tuttavia, il pensiero critico del discorso femminista ha sfidato i ruoli di genere stereotipati, compresi i ruoli della sessualità. Quest'ultimo soprattutto ha influenzato molti giovani.
Il ruolo del discorso femminista nel campo della sessualità è stato quello di ridefinire il ruolo sessuale di una donna. Ha criticato i doppi standard di sesso tra donne e uomini, che includevano norme tradizionalmente sostenute come che gli uomini dovrebbero essere aggressivi e attivi, le donne passive e inattive; che gli uomini dovrebbero avere desideri sessuali più forti e le donne più deboli; che gli uomini dovrebbero avere esperienza sessuale prima del matrimonio, ma le donne devono mantenere la propria verginità; che le donne non dovrebbero richiedere troppo sesso e dovrebbero considerare la soddisfazione degli uomini come propria. Il discorso femminista critico sta anche riscrivendo le opinioni di genere nella società cinese. Alcune studiose femministe hanno iniziato a sottolineare i diritti sessuali delle donne e la diversità della sessualità tra le donne cinesi. Quindi la rivoluzione sessuale della Cina è anche la rivoluzione sessuale delle donne, come evidenziato da queste tendenze.
Mentre le donne delle generazioni precedenti dovevano sposarsi a vent'anni, molte donne altamente istruite stanno decidendo di aspettare a sposarsi fino ai trent'anni o più. Il loro maggiore potere economico ha dato loro autonomia, quindi non hanno bisogno di fare affidamento su un coniuge. Ma i media cinesi hanno comunque dato loro un nome dispregiativo, shengnu (剩 女) o "donne avanzi".
Nel 2005, la Cina ha aggiunto nuove disposizioni alla legge sulla protezione dei diritti delle donne per includere le molestie sessuali. Nel 2006 "The Shanghai Supplement" è stato redatto per aiutare a definire ulteriormente le molestie sessuali in Cina.

## Ruolo dei media e di Internet
I media sono l'agente catalizzatore della rivoluzione sessuale in Cina. Anche Internet è uno degli agenti più importanti che esercitano un'ampia influenza tra il popolo cinese attraverso la promozione di alleanze, la condivisione della conoscenza e il fornire una piattaforma in cui è possibile ascoltare varie voci. Ci sono molte persone che arrivano ad accettare la loro identità sessuale principalmente grazie a Internet. Internet è un potente canale che consente alle persone di trovare partner sessuali, organizzare attività offline o semplicemente avere accesso alla conoscenza sessuale e alle informazioni relative al sesso.
Internet è stato anche un grande sostenitore dell'identità lesbica, gay, bisessuale e transessuale (LGBT) in Cina. Dalla fine degli anni '90, i membri della comunità LGBT hanno utilizzato Internet per accedere e condividere informazioni, creare rapporti e coltivare identità e comunità queer. Tuttavia, nonostante lo sviluppo apparentemente illimitato della comunità LGBT nel cyberspazio globale, ci sono dei vincoli. Alcuni vincoli sono informati da fattori socio-economici. Ci sono alcune persone gay, lesbiche e queer che non possono permettersi un computer e l'accesso a Internet a casa e quindi sono obbligate a utilizzare gli Internet café, dove potrebbero essere costrette a evitare determinati siti Web per paura di essere monitorate da altre persone. Alcuni vincoli sono politicamente informati. I siti web per gay e lesbiche tendono ad essere di breve durata a causa dei regolamenti e dei controlli di Internet del governo. Inoltre, nonostante la proliferazione online dell'identità LGBT, la comunità rimane subordinata al discorso egemonico cinese sulla sessualità. Raramente i media cinesi tradizionali riconoscono l'identità LGBT, figuriamoci abbracciare e dare valore alla comunità.

## Rivoluzione sessuale
In lingua cinese, xingkaifang (性开放) è la frase per descrivere l'apertura sessuale, "una globalizzante cultura sessuale che prevale in Cina".  L'urbanizzazione in Cina ha accelerato la rivoluzione sessuale fornendo alle persone più spazio privato e libertà per godersi il sesso, rispetto a quanto offerto dal tradizionale stile di vita di campagna. Internet fornisce un supporto ancora più potente e consente a molte persone di rimanere anonime, di navigare in Internet da un sito Web a un altro, di scrivere i propri blog e di esprimere ciò che desiderano in un ambiente in cui è difficile che vengano a ficcanasare colleghi, vicini o altri gruppi di pari. Tuttavia, la censura di Internet in Cina rimane un problema. Il governo cinese ha bloccato con successo gli attivisti dalla partecipazione al discorso politico su Internet.

## Interventi governativi

### La legge sulla "licenziosità di gruppo"
Il governo della RPC regola ancora la sessualità in misura maggiore rispetto ai governi dei paesi occidentali. Recentemente, Ma Xiaohai, un professore di informatica 53enne, è stato condannato a 3 anni e mezzo di prigione per l'organizzazione di eventi scambio di mogli , rompendo la "legge sulla licenziosità di gruppo" (聚众 淫乱 罪).

### Contro il parco a tema Love Land a Chongqing
Il parco a tema sessuale Love Land a Chongqing, nel sud-ovest della Cina, non è mai stato aperto a causa della pressione del governo. Il governo della RPC ha sospeso la sua costruzione nel maggio 2009 e ne ha ordinato la demolizione perché volgare ed esplicito. Il parco doveva includere esibizioni di genitali giganti e corpi nudi e ospitare una mostra sulla storia della sessualità umana insieme a laboratori di tecniche sessuali. La chiusura è il riflesso del conservatorismo riguardo al sesso in Cina. Il parco a tema doveva essere aperto originariamente nell'ottobre 2009, ma è stato demolito all'inizio di quell'anno, poiché si riteneva che avesse un'influenza negativa sulla società cinese.

## AIDS e sessualità
L'importanza della prevenzione dell'AIDS in Cina è stata sottolineata sia dalla società globale che dal governo cinese. Un tale aumento di preoccupazione può essere un'arma a doppio taglio per la rivoluzione sessuale in Cina. Offre opportunità e rischi. La sessualità deve essere discussa apertamente a causa delle preoccupazioni per l'AIDS. Ad esempio, nell'estate del 2005, la China Central Television ha discusso il tema dell'AIDS con il titolo "Omosessualità: affrontare è meglio che sfuggire". Studiosi e attivisti hanno acquisito la legittimità di parlare pubblicamente dei cosiddetti gruppi "ad alto rischio" come gli uomini gay e coloro che lavorano nel mondo del sesso e hanno sviluppato strategie per lavorare insieme al governo, sostituendo strategie di attaccare il "male" con modelli per prendersi cura di chi è a rischio. 
La sessualità, compresa l'omosessualità, ha iniziato a entrare nei dibattiti pubblici. L'intero processo è ancora in corso, ma sta rompendo il silenzio sui tabù della sessualità. Anche le preoccupazioni per l'AIDS portano finanziamenti e molte organizzazioni stanno lavorando per combattere la malattia. La relativa conoscenza e informazione sulla sessualità si sta diffondendo continuamente tra i cinesi e aiuta anche le persone a superare gli stereotipi, i pregiudizi e l'ignoranza riguardo all'AIDS e ai problemi di salute sessuale.